# 第47屆日間時段艾美獎
第47屆日間時段艾美獎（英語：47th Daytime Emmy Awards）由美國國家電視藝術與科學學院主辦，獎勵2019年在日間時段播出的優秀電視節目。國家電視藝術與科學學院原本打算於6月12－14日在加州帕薩迪納市政禮堂連續三個晚上舉行頒獎典禮，但所有相關活動最終都因2019冠狀病毒病疫情而取消。最後，頒獎典禮以視像直播形式於6月26日舉行，並取消所有相關公眾活動。此次典禮於CBS電視網播映，自2015年改為以串流媒體播放以來首次於美國電視台播放，亦是繼2011年後再次於廣播網播映典禮。
入圍名單原定於2020年4月27日公佈，但同樣受疫情影響而延至5月21日。

## 典禮
本屆日間時段艾美獎原訂首次連續三個晚上舉辦頒獎典禮，取代原本分開舉行的主要獎項典禮及創意藝術獎典禮。2020年3月19日，國家電視藝術與科學學院宣布由於2019冠狀病毒病疫情而將頒獎典禮延期舉行，並於4月28日公佈將實體典禮改為透過視像形式舉行，但仍未公佈實際典禮日期。5月20日，正式公佈頒獎典禮將於6月26日於CBS電視網播映，並在翌日於該台的脫口秀《談話》公佈入圍名單。
視像典禮上僅頒發了主要獎項，部分獎項在典禮舉行的同時在日間時段艾美獎的官方推特上公佈；而餘下的獎項則預定在7月公佈，西班牙語獎項的獲獎者亦未於典禮上公佈。 6月18日，主辦方宣佈典禮的特備節目將由《談話}}》負責主持。

### 獎項變更
國家電視藝術與科學學院決定將最佳年輕男演員獎及最佳年輕女演員獎合併為性別中立的「最佳年輕演員獎」，以達致其有關性別認同的目標。

## 入圍名單

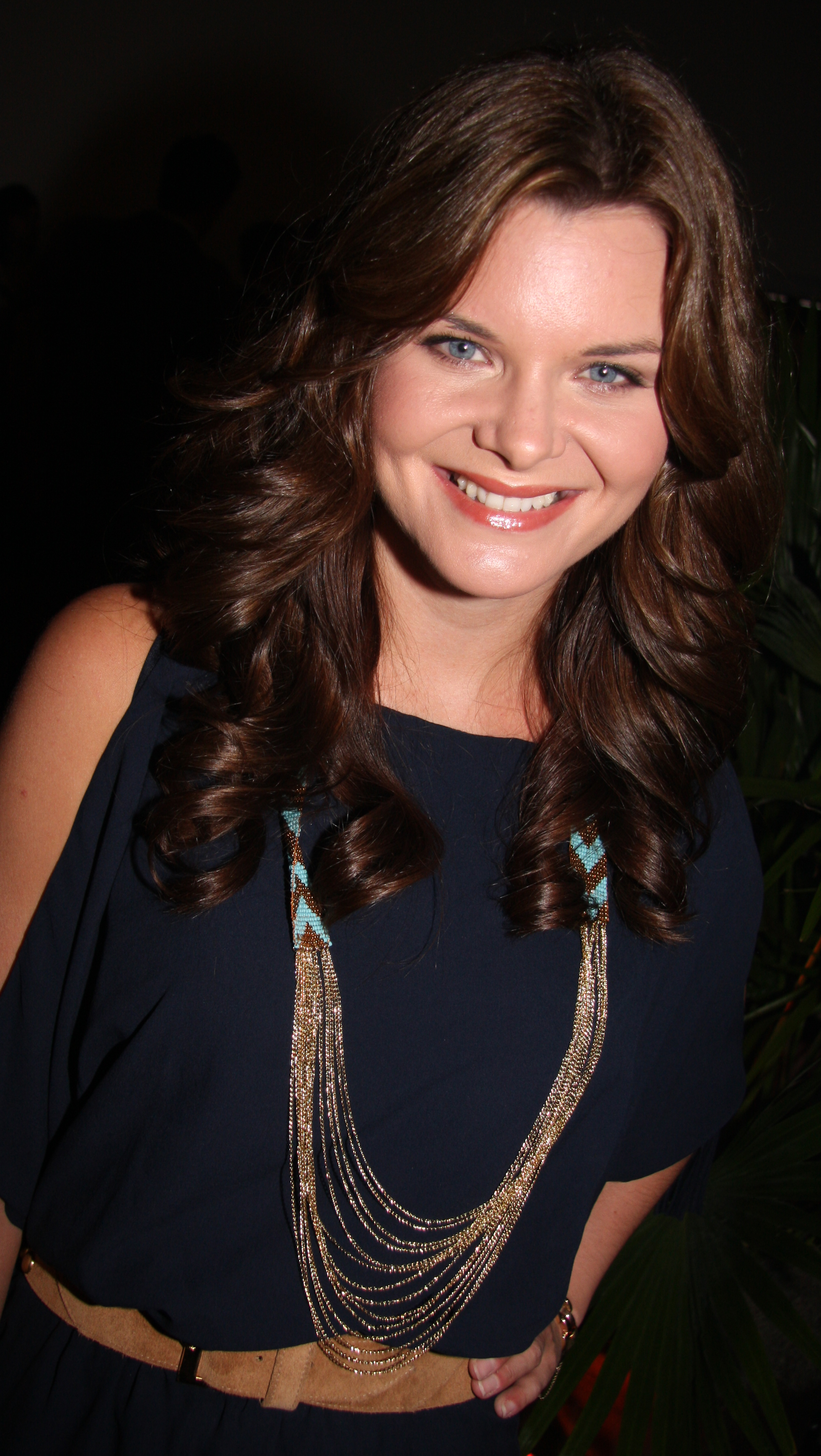
劇情類最佳女主角希瑟·湯姆

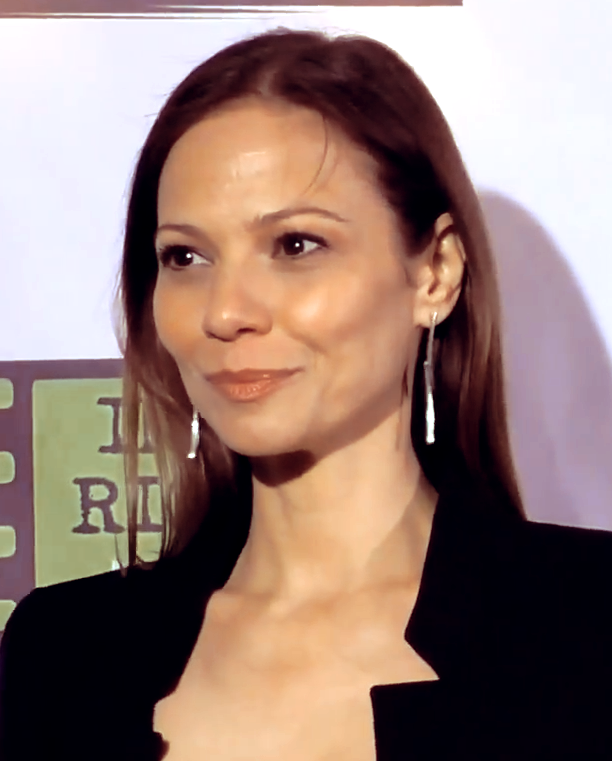
劇情類最佳女配角泰拉·布朗恩

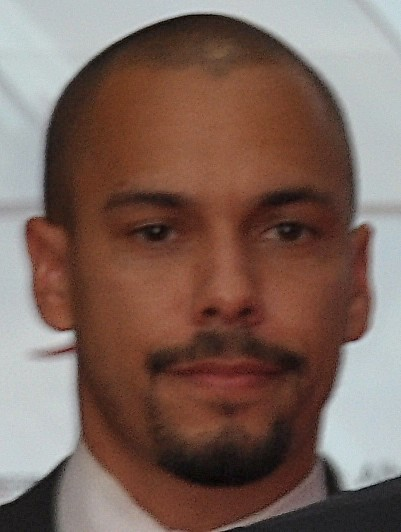
劇情類最佳男主角傑森·湯普森

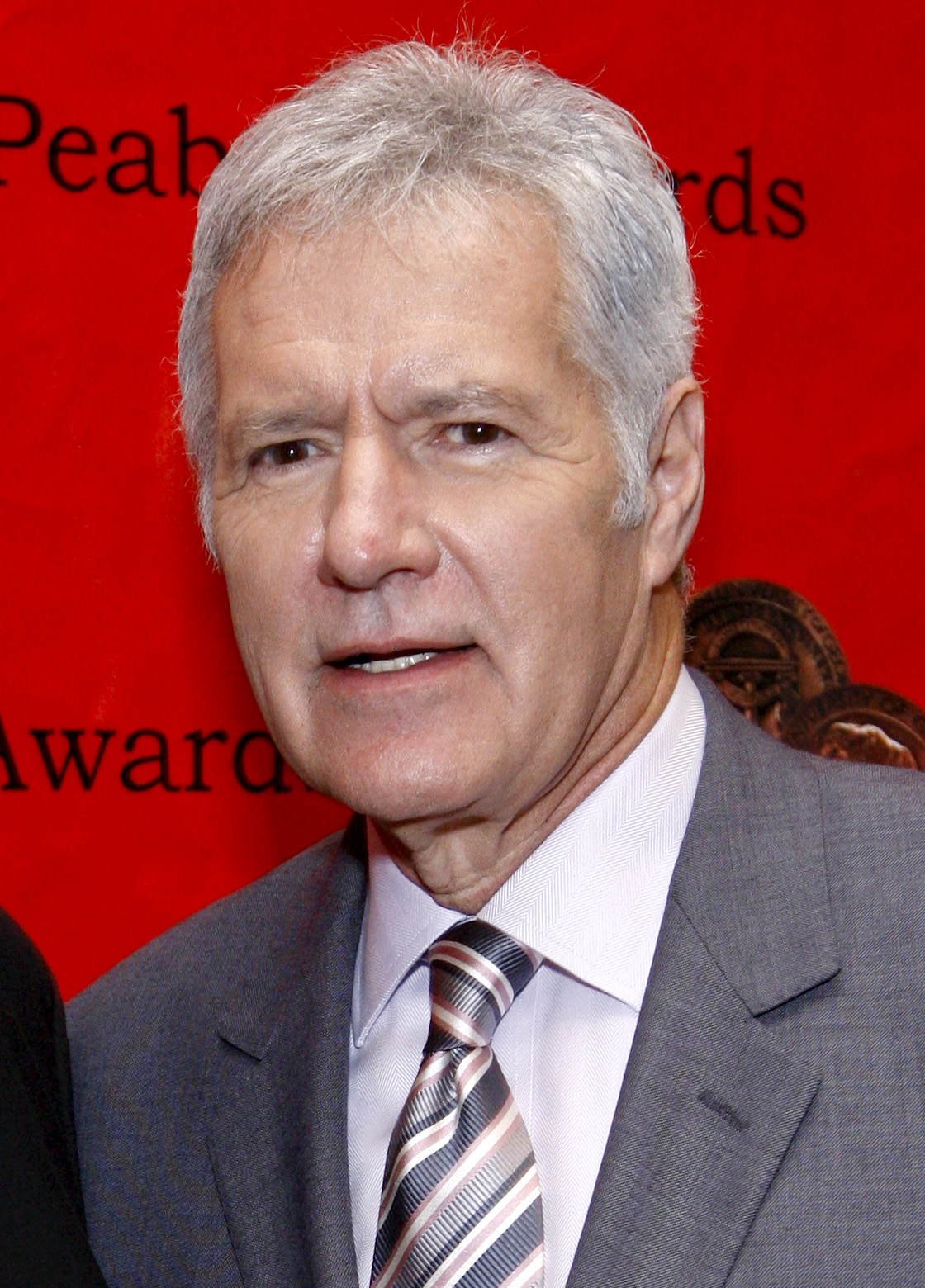
遊戲節目最佳主持人喬治·崔貝克

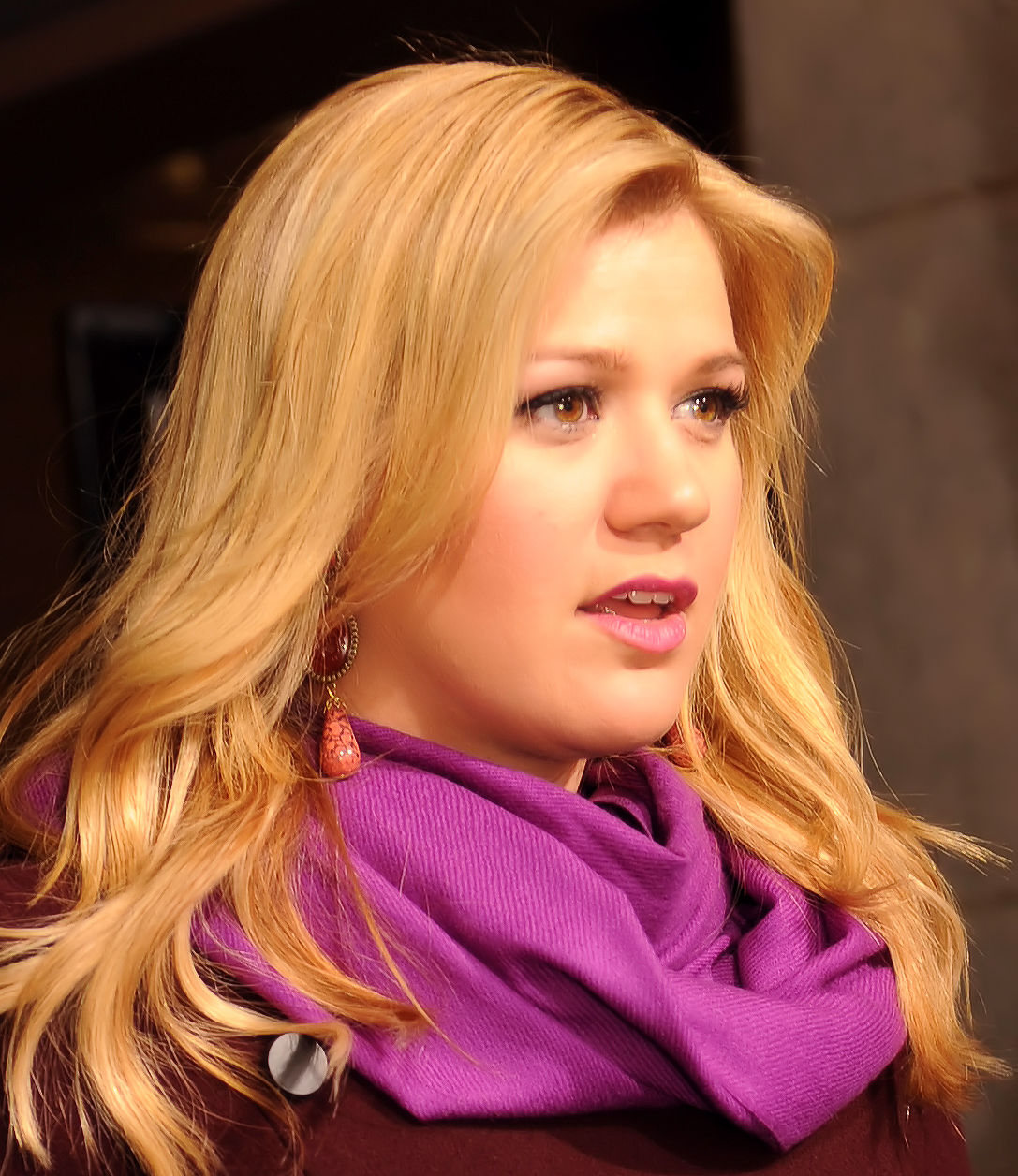
最佳娛樂類脫口秀主持人凱莉·克萊森

入圍名單於2020年5月21日公佈。各獎項範疇的獲獎者以粗體表示。
| 最佳戲劇類影集 | 最佳戲劇類數碼影集 |
| --- | --- |
| - 《不安分的青春》（CBS） - 《大膽而美麗》（CBS） - 《我們的日子》（NBC） - 《杏林春暖》（ABC） | - 《海灣》（亞馬遜Prime） - 《永遠之後》（After Forever，亞馬遜Prime） - 《暗網》（Dark/Web，亞馬遜Prime） - 《東區戀人們》（Netflix） - 《影視之城》（Studio City，亞馬遜Prime） |
| 最佳遊戲及觀眾參與類節目 | 最佳法律類節目 |
| - 《危險邊緣》（廣播聯賣） - 《你比小五生聰明嗎》（尼克兒童頻道） - 《你能我也能》（尼克兒童頻道） - 《家庭問答》（廣播聯賣） - 《價格猜猜猜》（CBS） | - 《人民法庭》（廣播聯賣） - 《熱門法庭》（廣播聯賣） - 《茱蒂法官》（廣播聯賣） - 《馬席斯法官》（廣播聯賣） - 《勞倫·雷克親子法庭》（廣播聯賣） |
| 最佳晨間節目 | 最佳教育類脫口秀 |
| - 《今天》（NBC） - 《CBS週日早新聞》（CBS） - 《CBS今晨》（CBS） - 《早安美國》（ABC） - 《威利·蓋斯特的星期天今天》（NBC） | - 《观点》（ABC） - 《今天的第三小時》（NBC） - 《瑞秋·雷》（廣播聯賣） - 《紅桌談話》（Facebook Watch） - 《歐塔與珍娜的今天》（NBC） |
| 最佳娛樂類脫口秀 | 最佳娛樂新聞節目 |
| - 《艾倫·狄珍妮秀》（廣播聯賣） - 《斯特拉恩、莎拉與琪琪》（ABC） - 《凱莉·克萊森秀》（廣播聯賣） - 《凱莉與瑞安直播秀》（廣播聯賣） - 《談話》（CBS） | - 《今夜娛樂》（廣播聯賣） - 《走進好萊塢》（廣播聯賣） - 《E!新聞》（E!） - 《號外》（廣播聯賣） - 《內幕新聞》（廣播聯賣） |
| 最佳烹飪節目 | 劇情類最佳女主角 |
| - 《嘉妲請客（Giada Entertains）》（美食頻道） - 《赤腳女爵》（美食頻道） - 《牛奶街》（Milkstreet，PBS） - 《30分鐘上菜》（美食頻道） - 《凡萊麗的家常菜》（美食頻道） | - 希瑟·湯姆／《大膽而美麗》 - 費娜瑞·希吉絲／《杏林春暖》 - 凱薩琳·凱莉·朗／《大膽而美麗》 - 瑪拉·維斯特／《杏林春暖》 - 阿里安娜·祖克／《我們的日子》 |
| 劇情類最佳男主角 | 劇情類最佳女配角 |
| - 傑森·湯普森／《不安分的青春》 - 史提夫·巴頓／《杏林春暖》 - 索斯汀·凱／《大膽而美麗》 - 強·林斯壯／《杏林春暖》 - 泰奧·彭利斯／《我們的日子》 | - 泰拉·布朗恩／《杏林春暖》 - 蕾貝卡·巴迪哥／《杏林春暖》 - 蘇珊·莎福思·海斯／《我們的日子》 - 克荷絲岱·哈里利／《不安分的青春》 - 安妮卡·諾埃勒（Annika Noelle）／《大膽而美麗》 |
| 劇情類最佳男配角 | 劇情類最佳年輕演員 |
| - 伯萊頓·詹姆斯／《不安分的青春》 - 馬克·格羅斯曼（Mark Grossman）／《不安分的青春》 - 威利·庫斯／《我們的日子》 - 錢德勒·馬西／《我們的日子》 - 詹姆士·派翠克·史都爾／《杏林春暖》 - 保羅·特爾弗／《我們的日子》                                                                   | - 奧利維亞·蘿絲·基根／《我們的日子》 - 薩莎·卡勒（Sasha Calle）／《不安分的青春》 - 凱特琳·麥穆倫（Katelyn MacMullen）／《杏林春暖》 - 艾登·麥考伊（Eden McCoy）／《杏林春暖》 - 蒂亞·梅吉亞／《我們的日子》                                                                                       |
| 劇情類最佳客串演員 | 日間時段節目最佳表現 |
| - 伊芙·拉茹／《不安分的青春》 - 愛麗莎・凱普內（Elissa Kapneck）／《不安分的青春》 - 邁克爾·E·奈特／《杏林春暖》 - 傑佛瑞·文森·帕里斯／《不安分的青春》 - 克莉雪兒·史塔斯／《我們的日子》                                                                                           | - 萊恩·狄龍／《芝麻街》開播50週年慶典（HBO） - 莉安娜・莉貝雷托／《懸浮聚會》（Hulu） - 達米安·T·雷文／查德威克日記3（亞馬遜Prime） - 喬丹·羅德里奎茲／《懸浮聚會》 - 布萊安妮·特魯／《懸浮聚會》                                                                                                  |
| 遊戲節目最佳主持人 | 最佳教育類脫口秀主持人 |
| - 喬治·崔貝克／《危險邊緣》 - 韋恩·布雷迪／《讓我們做個交易》（CBS） - 史蒂夫·哈維／《家庭問答》 - 阿方索·里貝羅／《Catch 21》（GSN） - 帕特·薩加克／《命運輪盤》（廣播聯賣） | - 塔姆倫·霍爾／《塔姆倫·霍爾》（廣播聯賣） - 琥碧·戈柏、佐伊·貝赫爾、蘇尼·霍斯廷、馬格漢·麥肯、艾比·亨斯曼、安娜·納瓦羅／《觀點》 - 賴瑞·金／《賴瑞·金現場》（Ora TV） - 歐塔·卡比、珍娜‧布希‧海格／《歐塔與珍娜的今天》 - 潔達·蘋姬·史密斯、薇洛·史密斯、艾德里安娜·班菲爾德·諾里斯／《紅桌談話》 |
| 最佳娛樂類脫口秀主持人 | 戲劇類影集最佳編劇團隊 |
| - 凱莉·克萊森／《凱莉·克萊森秀》 - 麥可・斯特拉恩、莎拉·海因斯、琪琪‧帕瑪／《斯特拉恩、莎拉與琪琪》 - 凱莉·裏帕、瑞安·西克雷斯特／《凱莉與瑞安直播秀》 - 莫瑞·波維奇／《莫瑞》（廣播聯賣） - 莎拉·吉爾伯特、莎朗·奧斯朋、雪莉·安德伍德、伊芙、卡瑞·安·因娜芭、瑪麗‧奧斯蒙／《談話》 | - 《大膽而美麗》 - 《杏林春暖》 - 《我們的日子》 - 《不安分的青春》 |
| 戲劇類影集最佳導演團隊 | |
| - 《杏林春暖》 - 《大膽而美麗》 - 《我們的日子》 - 《不安分的青春》 | |

## 外部連結
- 官方网站